# إرنست فوكس (دراج)
إرنست فوكس هو دراج سويسري، ولد في 27 ديسمبر 1936 في Altenrhein ‏ في سويسرا، وتوفي في 15 سبتمبر 1994.

## وصلات خارجية
- إرنست فوكس على موقع أرشيف الدراجات (الإنجليزية)
- إرنست فوكس على موقع إحصائيات الدراجات الإحترافية (الإنجليزية)